# Nyssia
Nyssia là một chi bướm đêm thuộc họ Geometridae.

## Các loài
- Nyssia aemula
- Nyssia albicans
- Nyssia alpina
- Nyssia alpinaria
- Nyssia alpinus
- Nyssia atlantica
- Nyssia bombycaria
- Nyssia bretschneideri
- Nyssia britannica
- Nyssia carniolica
- Nyssia difficilis
- Nyssia extincta
- Nyssia flavantennata
- Nyssia florentina
- Nyssia goodwini
- Nyssia graecalapponaria
- Nyssia graecaria
- Nyssia graecarius
- Nyssia graecazonaria
- Nyssia harrisoni
- Nyssia hillfritschi
- Nyssia incerta
- Nyssia incisarius
- Nyssia istrianus
- Nyssia italica
- Nyssia johnsoni
- Nyssia langei
- Nyssia merana
- Nyssia nigra
- Nyssia obscura
- Nyssia obsolescens
- Nyssia ochracea
- Nyssia odrinarius
- Nyssia rossica
- Nyssia tenebraria
- Nyssia zieschangi
- Nyssia zona
- Nyssia zonahellfritschi
- Nyssia zonalpina
- Nyssia zonaria